# Politique littéraire de la RDA

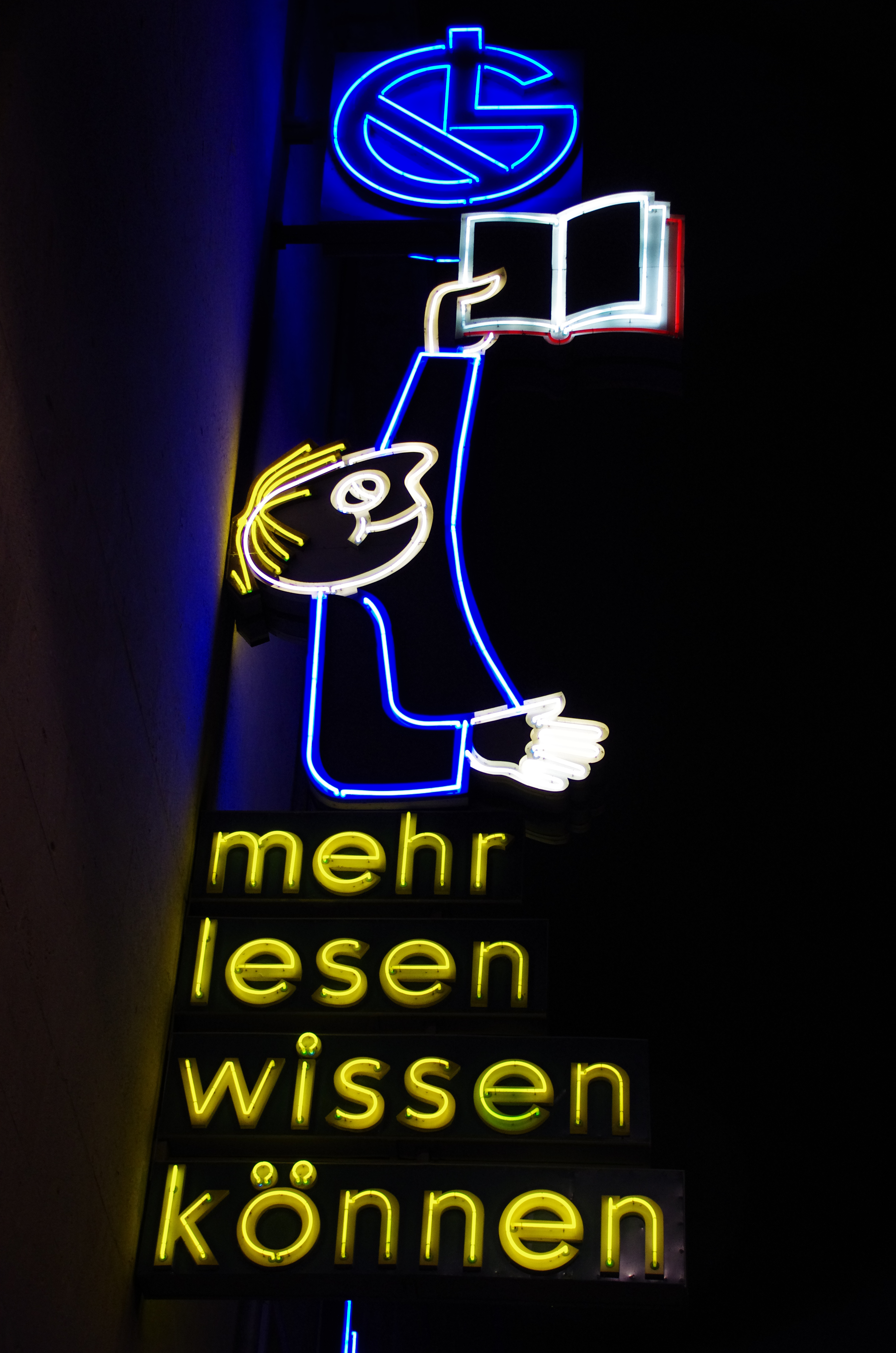
Logo de l'« Homme qui lit » avec le slogan « plus lire, connaître, pouvoir », enseigne sur la rue de Prague (2017).

La politique littéraire de la RDA faisait partie de la politique culturelle de la RDA . Dans tous les domaines, elle a été influencée par l'idéologie communiste des dirigeants politiques . Dans ses principes fondamentaux, notamment en ce qui concerne le rôle de la littérature de la RDA dans la lutte des classes, elle est restée inchangée tout au long de l'existence de la RDA, mais a été interprétée différemment au fil du temps. Ces différentes interprétations se sont longtemps synthétisées sous les slogans « société littéraire » (Literaturgesellschaft) et « pays de la lecture » (Leseland).

## Histoire
La politique culturelle et littéraire de la RDA était essentiellement déterminée par la perspective idéologique des dirigeants et a eu un impact profond sur la vie littéraire en RDA. D’une part, cela a conduit à une promotion intensive de la littérature, mais de l’autre, cela a restreint son contenu, car n’était considéré comme légitime que ce qui était acceptable dans le cadre de la lutte des classes. Un contrôle systématique et coordonné et une application cohérente des directives étatiques n’ont pas pu être appliqués à cause des conflits de compétence et de prééminence entre l’État et le SED, ce qui a conduit à des interventions arbitraires et erratiques.
Les auteurs, éditeurs et lecteurs ont quant à eux essayés à maintes reprises de gagner en autonomie. La liberté des personnes impliquées dans la vie littéraire de la RDA était néanmoins soumise à de strictes limites. « Les auteurs recevaient des instructions sur ce qu’ils devaient écrire et comment ils devaient le faire ; les éditeurs et les rédacteurs, sur ce qu'ils avaient à publier ; les libraires, sur ce qu'ils devaient vendre ; et finalement les lecteurs, sur ce qu’ils étaient autorisés à lire et ce qu’ils n’étaient pas autorisés à lire ». Malgré des libéralisations temporaires et des tentatives isolées de contourner ces directives, les mots d'ordre de « démocratisation » et de « société littéraire » restaient invraisemblables au vu du contrôle autoritaire, de la censure de la littérature et de l’espionnage des auteurs.
La littérature de la RDA devait remplir des tâches socio-éducatives centrales et bénéficiait donc d'une grande attention. Le système de socialisation de la lecture, qui commençait dès  la maternelle, a joué un rôle très important. L'enseignement de l'allemand à l'école, axé sur les Belles-lettres et encourageant les visites au théâtre, a normalisé l'accès et la valorisation de la littérature, en particulier de la littérature contemporaine . Dans un paysage médiatique relativement uniforme et contrôlé, les livres ont conservé un statut médiatique particulier, notamment parce qu'il n'y avait pratiquement pas de concurrence avec d'autres activités de loisirs en RDA.

### Situation après la Seconde Guerre mondiale
Après la fin de la Seconde Guerre mondiale, la foire du livre de Leipzig perdit son statut de « capitale incontestée du commerce du livre dans le monde entier ». Il fut signalé aux éditeurs que la seule façon d’échapper au « contrôle communiste » serait de suivre les forces américaines dans leur zone d’occupation ouest-allemande. Le 12 juillet 1945, d'importants éditeurs tels que Brockhaus, Teubner, Thieme et Insel quittent la ville avec le convoi militaire américain. Après la prise de Leipzig par l'Armée rouge le 2 juillet 1945, l'Administration militaire soviétique en Allemagne (SMAD) a publié l'ordre SMAD no 51 le 25 septembre 1945, sur le « rétablissement et l'activité des institutions culturelles ». Les maisons d’édition existantes ont été nationalisées. Certaines maisons d'édition, dont Aufbau-Verlag, Henschelverlag et Verlag Neues Leben, ont été alors été fondées.

### Zone d'occupation soviétique (SBZ) et début de la RDA
Dans la zone d’occupation soviétique (SBZ), sous la bannière du « renouveau démocratique antifasciste », un large rassemblement de toutes les forces « progressistes » était ambitionné par les élites politiques, si possible avec la participation de la bourgeoisie, notamment par le biais de l’Association culturelle pour le renouveau démocratique de l’Allemagne . Par ailleurs, la radicalisation des discours d'opposition entre Allemagne de l'Est et de l'Ouest a entraîne un affermissement de la démocratie socialiste pensée sur le modèle soviétique en opposition au modèle occidental, dès 1948. Cela s’est accompagné du démantèlement des privilèges sociaux en matière d’éducation, les biens éducatifs étant destinés à bénéficier de manière égale à toutes les parties de la population.
La littérature en RDA s’est vu d'emblée attribuer une fonction centrale dans la construction et le développement du socialisme. Cela faisait partie des efforts visant à créer les d'avènement de l’État socialiste.
Le 5 novembre 1945, les premières librairies publiques furent ouvertes dans la zone d'occupation soviétique. Le Börsenblatt, journal spécialisé dans le commerce du livre allemand, de Leipzig, a publié plus tard un article servant de guide dans le commerce du livre. Il comprenait 15 points :
- le libraire populaire doit travailler sans relâche à sa tâche d’éducation culturelle et politique, tant sur lui-même que sur son éducation politique et professionnelle ;
- les libraires devraient pouvoir influencer le peuple allemand grâce à une connaissance approfondie de la littérature « afin que la guerre et le fascisme ne se reproduisent pas » ;
- les livres mis à la disposition des lecteurs devraient avoir pour contenu « l’humanisme et la paix » ;
- Le thème principal de la littérature privilégiée par les libraires est « l’héroïsme du travail dans un ordre social juste » ;
- les perspectives des gens devraient être élargies et leur appréciation des littératures des autres peuples devrait être développée ;
- Les principaux groupes cibles sont les « travailleurs des villes et des campagnes ». « S’ils ne viennent pas chez le libraire, ou ne sont pas encore en mesure de le faire, alors le libraire ira à leur rencontre dans leurs commerces et leurs villages. »

Enfin, une attention particulière a été portée sur l’approvisionnement continu des librairies en « écrits politiques les plus importants ».
En mai 1953, le Comité central du SED décide « d’améliorer et de renforcer le commerce du livre du parti », cette décision a eu également un fort impact sur le commerce du livre public. La lecture devait dès lors devenir une préoccupation pour la société dans son ensemble. Les partis, les syndicats, les associations de jeunesse et d'autres organisations, depuis l'Association culturelle de la RDA jusqu'aux éleveurs de petits animaux, étaient désormais tenus de promouvoir la lecture dans leurs propres sphères d'influence et de faire récompenser les livres appropriés. Dans les bibliothèques d'entreprise, qui devaient être bientôt créées et bien équipées, les travailleurs devaient disposer de livres gratuits. La librairie de Leipzig, responsable de la vente par correspondance, a été spécifiquement chargée d'intensifier son travail dans les zones rurales sous la devise : « La librairie apporte le livre à votre domicile. » (Das Buchhaus bringt das Buch ins Haus) Chaque livre demandé  devait pouvoir être envoyé au client sans frais de port. Les jeunes n’étaient pas seulement employés comme ouvriers agricoles, mais aussi pour la distribution de livres.
En 1958, la FDJ mène l’opération « 500 000 livres à la campagne » (500.000 Bücher aufs Land), qui aboutit finalement à la distribution de 650 000 livres. L’année suivante eurent lieu les « Journées du Livre à la Campagne » (500.000 Bücher aufs Land).

### La «Société littéraire» (Literaturgesellschaft) de Becher

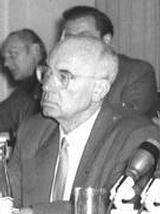
Johannes R. Becher, premier ministre de la Culture de la RDA depuis 1954, au quatrième Congrès des écrivains de la RDA (1956).

Dès 1950, immédiatement après la fondation de la RDA, Johannes R. Becher, premier ministre de la Culture de la RDA, a inventé le mot-d'ordre de « société littéraire », qui caractérise la politique littéraire de la RDA jusqu'aux années 1970. Il correspond à l’idée selon laquelle l’essence de la littérature en RDA devait être comprise comme un effort de collaboration entre les auteurs, les éditeurs, les services éditoriaux, les correcteurs, le commerce du livre et le lectorat. La littérature en acquiert dès lors le statut de « superpuissance intellectuelle ». Les institutions qui produisaient et diffusaient des œuvres littéraires devaient posséder un mandat de la classe ouvrière qui déterminait le caractère politique de leur travail. Il fallait pour pouvoir participer à cette société littéraire reconnaître et contribuer à la promotion de ce qui était reconnu comme historiquement nécessaire.
Avec la société littéraire, Becher a formulé la vision d’une future socialisation de la communication littéraire et artistique. Il opposait la société littéraire au commerce littéraire capitaliste, dans lequel les relations directes entre les institutions qu’il favorisait étaient toujours médiatisées par la composante économique du commerce, le marché littéraire. Il voulait les exclure parce que l'économie était pensé comme étant intrinsèquement étrangère à l’art et dégradait la littérature en un artisanat déterminé par l’arbitraire et la subjectivité.

### Les directives d'Ulbricht (1958)
Les principales décisions concernant les objectifs et l'organisation de l'offre de lecture en RDA ont eu lieu pendant la période où Walter Ulbricht était actif au sein du parti et de l'État. Le rejet explicite des aspects formels de l’art moderne dans la controverse sur le formalisme de 1951 était justifié selon l’État par le fait que l’art perd « son caractère humaniste et démocratique » lorsque la question de la forme acquiert une signification indépendante. Stephan Hermlin le résume ainsi : « Le formalisme est l’expression picturale, musicale et littéraire du cannibalisme impérialiste ; c’est l’accompagnement esthétique du crépuscule américain des dieux ».

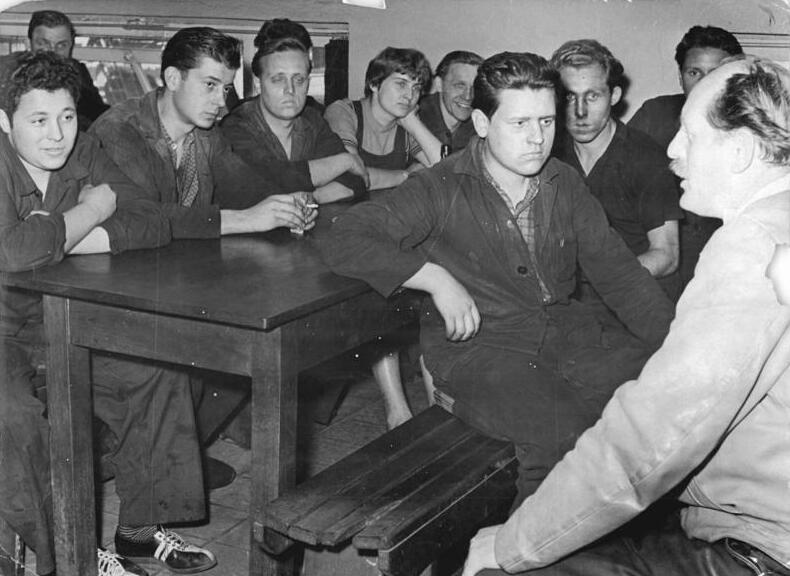
Erwin Strittmatter (à droite) avec de jeunes ouvriers de l'usine de Leuna pendant la Première fête des travailleurs en 1959.

Lors du cinquième congrès du parti, qui s’est tenu du 10 au 16 juillet 1958, Ulbricht a affirmé que « la séparation entre l’art et la vie, l’aliénation entre l’artiste et le peuple » devait être surmontée. La classe ouvrière, qui domine déjà l’État et l’économie, doit désormais également « prendre d’assaut les sommets de la culture et en prendre possession ». Mais les auteurs professionnels n’étaient guère disposés à s’engager dans des travaux manuels dans le domaine commercial pour une période prolongée. Après que le slogan « Prends ton stylo, mon pote ! » (Greif zur Feder, Kumpel!) ait été diffusé dans le Bitterfelder Weg en 1959, des centaines de cercles de travailleurs écrivains se sont formés, auxquels se sont joints plus tard des employés ainsi que des enseignants et des étudiants. Ils ont produit des textes collectivement en se concentrant sur leurs propres intérêts.

### Conséquences de l'expulsion de Biermann

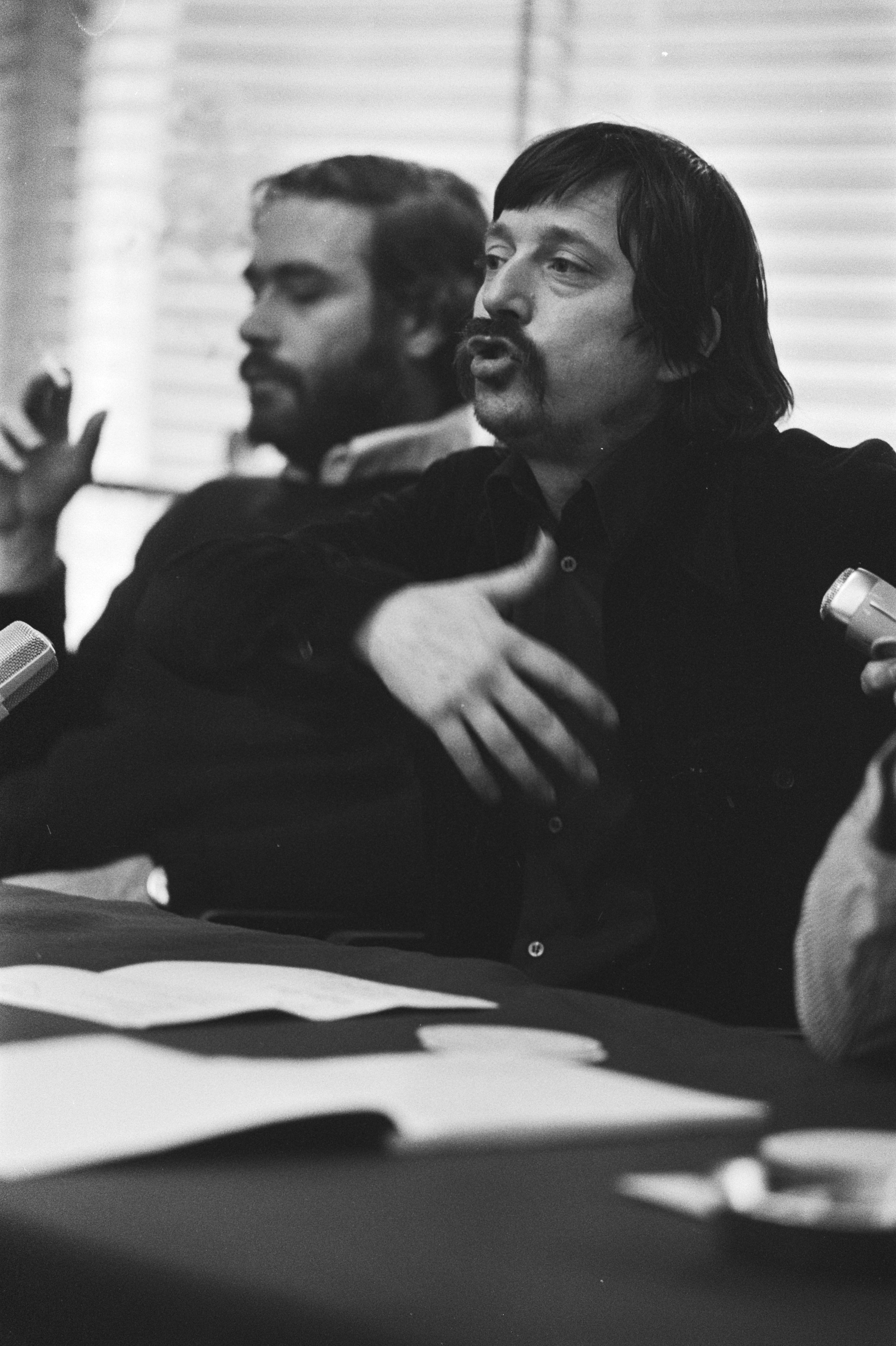
Wolf Biermann après son expulsion lors d'une conférence de presse à Amsterdam (1977).

Wolf Biermann, comme Günter Kunert, avait déjà été au Onzième Plénum du Comité central du SED en décembre 1965 formellement interdit de se produire en RDA. Il a été exclu lors de la prétendue levée des tabous sur le travail artistique et littéraire, qui eut lieu un mois après le remplacement d'Ulbricht par Honecker lors du Huitième Congrès du SED en juin 1971. Reiner Kunze fut aussi touché. Volker Braun, Stefan Heym, Rainer Kirsch et Heiner Müller se virent interdire d'imprimer et de présenter leurs œuvres durant cette phase prétendument libérale.
Après que Biermann, qui donnait des concerts en République fédérale, eut été déchu de sa nationalité de la RDA le 17 novembre 1976, il ne put plus y retourner. Cela a donné lieu à des protestations publiques de nombreux écrivains et artistes et à des expressions de solidarité de la part de certaines franges[Lesquelles ?] de la population de la RDA. En quelques années, l' expulsion de Wolf Biermann s'est avérée être un tournant dans le développement culturel et politique de la RDA. De ce fait, les autorités ont utilisé une larges gamme de sanctions : de l'arrestation ou de l’assignation à résidence à l’exclusion des organisations, en passant par l’imposition de sanctions partisanes et l’interdiction de publication. Il y eut même des autorisations de sortie rapide, attribuées uniquement aux intellectuels gênants. Jusque dans les années 1980, plus de 100 écrivains ont quitté la RDA, aussi bien des auteurs plus âgés comme Erich Loest, Sarah Kirsch et Jurek Becker que des plus jeunes comme Monika Maron, Wolfgang Hilbig et Thomas Brasch.

### Le «pays de la lecture» (Leseland) de Honecker
Pour les écrivains professionnels qui, en plus d'exemples de leur appartenance souvent notable à l'Ankunftsliteratur (littérature d'arrivée) qui se réalisait dans l'esprit du socialisme des années 1960, ont également traité des questions de formation de l'identité individuelle, de réalisation de soi et de modes de vie non-conformistes dans un tournant critique contre les conditions prévalant en RDA, comme Günter Kunert, Christa Wolf et Günter de Bruyn, le début de « l'ère Honecker » après la chute d'Ulbricht en 1971 promettait de nouvelles opportunités de développement sur le plan programmatique.

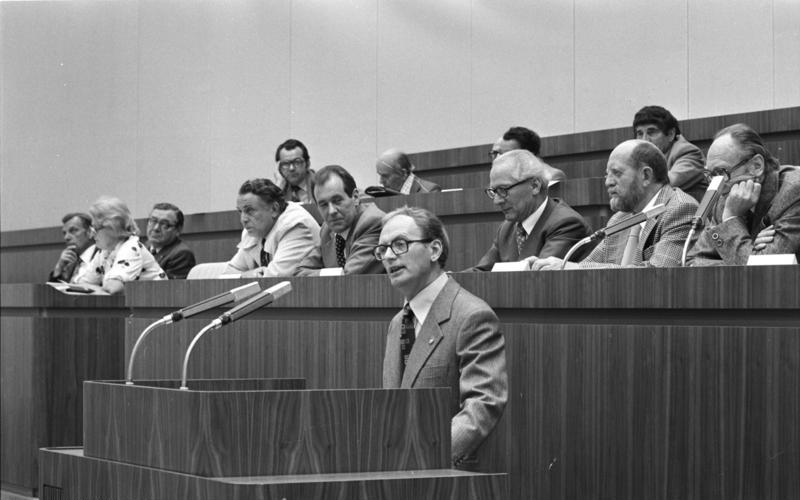
Discours d'ouverture du Huitième congrès des écrivains de RDA en 1978 par Hermann Kant.

Lors du Huitième congrès des écrivains de RDA en 1978, Hermann Kant a présenté la RDA comme un « pays de lecteurs » (Leserland) ou un « pays de livres » (Bücherland), dans lequel les livres étaient une « marchandise de masse » (Massengut), valorisée et ancrée dans une culture de lecture socialiste supérieure à la culture capitaliste. Ce faisant, il a commencé à développer cette conception que Erich Honecker, dans le rapport du Comité central du SED du Dixième congrès du SED en avril 1981, a conceptualisé sous le mot d'ordre de « Leseland ».

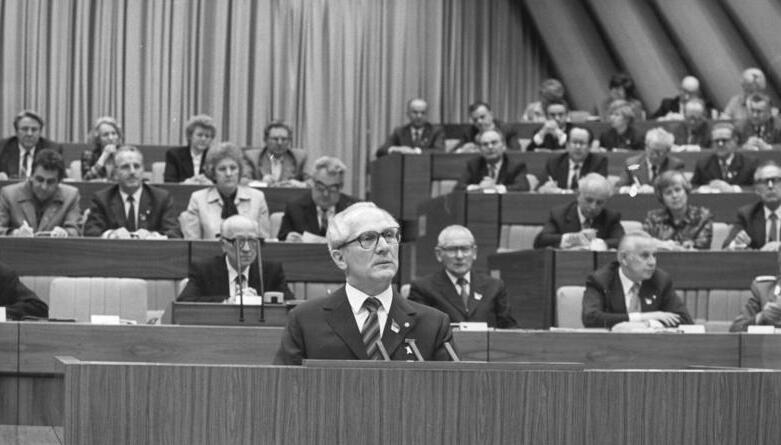
Erich Honecker lors du Dixième Congrès du SED (1981).

Klaus Höpcke, alors vice-ministre de la Culture, a utilisé le terme Leseland dans son livre de 1982 (Probe fürs Leben. Literatur in einem Leseland). Son livre affirmait que l’on pouvait à juste titre parler de la RDA comme d’un pays de la lecture et que les éditeurs, les librairies et les bibliothèques avaient beaucoup fait « pour favoriser l’enthousiasme des citoyens de notre pays devant la lecture ». Ainsi, la RDA s’est érigée en topos de la propagande soviétique, comme le résume Höpcke dans un discours dès 1983 : « La caractérisation de la RDA comme pays de la lecture s’est avérée exacte ». Néanmoins, le terme n’a pas eu une grande importance pour le développement ultérieur de la politique culturelle dans le domaine littéraire et, contrairement à d’autres termes de politique culturelle, a été relativement rarement utilisé dans les revues.
En conséquence, le concept autodescriptif du Leseland en RDA a été utilisé principalement pour la caractériser comme un pays dont les citoyens étaient particulièrement friands de lecture, notamment en comparaison avec la République fédérale d’Allemagne. Pour étayer cette affirmation, des chiffres tels que l’augmentation de la production de livres en termes de titres et d’exemplaires, l’augmentation des fonds et du nombre de prêts de bibliothèques, et l’augmentation des achats de livres ont été utilisés. Néanmoins des analyses quantitatives contemporaines sont venues nuancer ces constats politiques dressés avant tout pour valoriser l'image et la réussite politique de la RDA. Un autre objectif, secondaire, de la popuelarisation de ce mot d'ordre était d’influencer les habitudes de lecture de la population et d’élargir le public de lecteurs.
En République fédérale d’Allemagne, le terme de Leseland était souvent interprété à tort comme synonyme de « société littéraire », un terme qui remontait à Johannes R. Becher et qui décrivait l’idée de faire de la littérature une affaire sociale par le biais du contrôle de l’État. Dans la presse ouest-allemande, ce terme était utilisé avec une connotation sarcastique, un usage qui s'est intensifié après la chute du mur de Berlin. Le terme a ensuite été repris dans les domaines des études littéraires et de la sociologie littéraire via les pages consacrées aux arts. Ces domaines néanmoins l'analysaient comme un outil de propagande. Mais en dehors de cela, il est souvent utilisé aujourd'hui comme terme général pour décrire la popularité de la littérature et de la lecture en RDA. Par exemple, l'historien Stefan Wolle a conçu l'exposition 2022 « Reading Country RDA » pour la Fondation fédérale pour la réévaluation de la dictature du SED, consacrée à « l'histoire de la RDA telle qu'elle se reflète dans sa littérature » en 20 panneaux. Il traite de l'histoire politique et littéraire du pays, mais aussi de genres plus mineures dan sle champ des études littéraires comme les romans policiers, la littérature pour enfants et jeunes adultes ou la science-fiction.

### Conséquences de la réunification allemande
Avec la chute du mur de Berlin et l’ouverture des frontières, la production et le commerce du livre en RDA disparurent pratiquement. Même avant l’introduction du Deutsche Mark, seule l’offre occidentale déterminait la demande en RDA. La production éditoriale de la RDA a disparu des rayons des librairies.

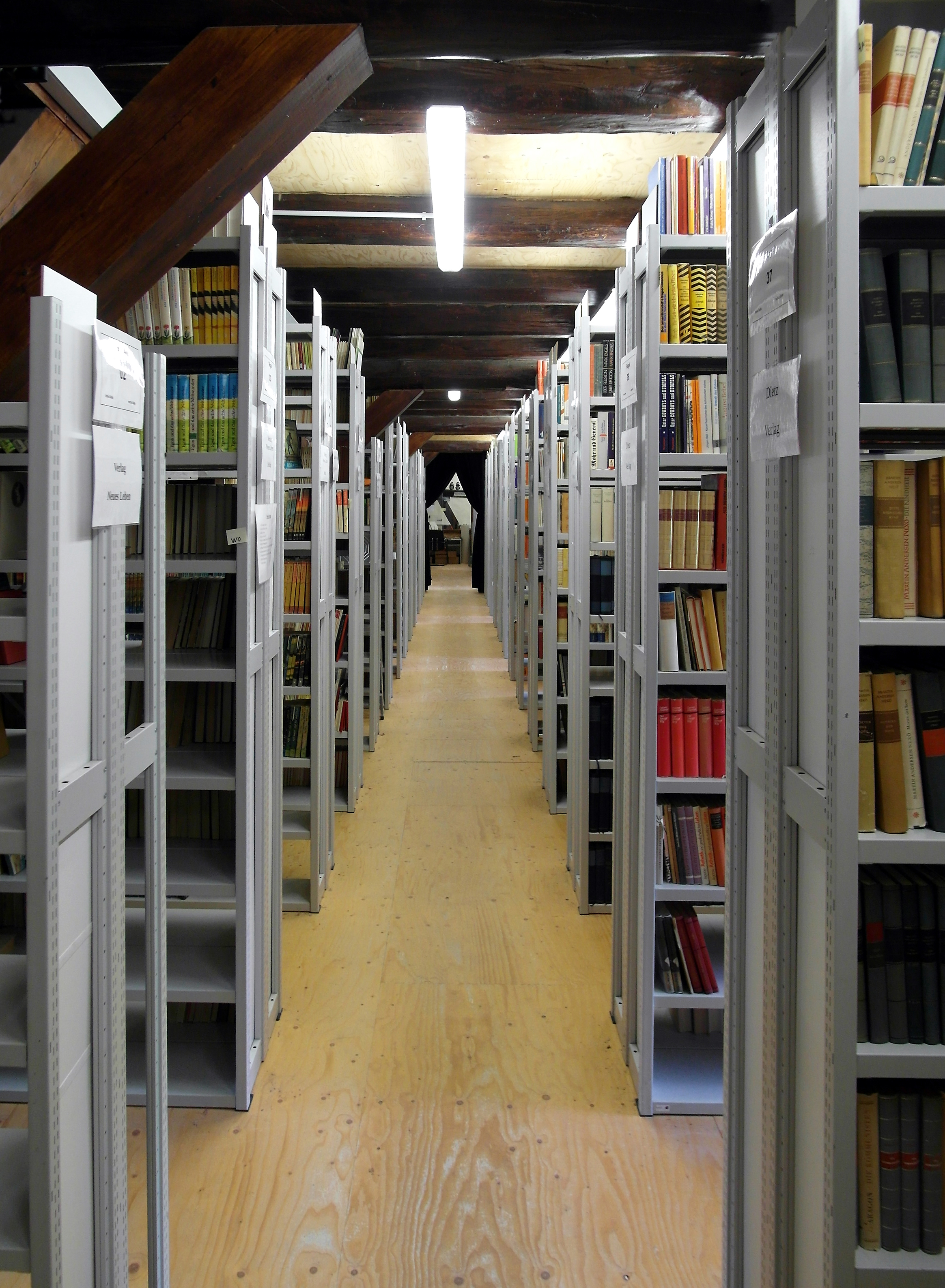
Des rangées d'étagères dans la bibliothèque Peter Sodann, ouverte à Stauchitz en 2012, qui rassemble la littérature de RDA.

De nombreux exemplaires fraîchement imprimés ainsi que des stocks mis au rebut par les bibliothèques, ont fini dans un tas de déchets près de Leipzig. Le pasteur protestant Martin Weskott et ses paroissiens ont collecté certains de ces livres et les ont vendus à des personnes intéressées pour un prix symbolique. L'acteur Peter Sodann, fondateur de la bibliothèque Peter Sodann, a fait de même.
Même après la réunification allemande, des différences significatives subsistaient entre les auteurs d'Allemagne de l’Est ou de l’Ouest. Dans les nouveaux Länder, des écrivains connus comme Erwin Strittmatter et Christa Wolf restaient particulièrement demandés. Dans les années 2010, on a toutefois constaté une convergence croissante des pratiques entre les deux côtés de l'Allemagne réunifiée.
En 2008, les habitudes de lecture des Allemands de l’Est et de l’Ouest avaient largement convergé, bien qu’à un niveau en déclin.42 % des Allemands de l'Est lisent régulièrement des livres contre 43 % des Allemands de l'Ouest.

## Économie du livre

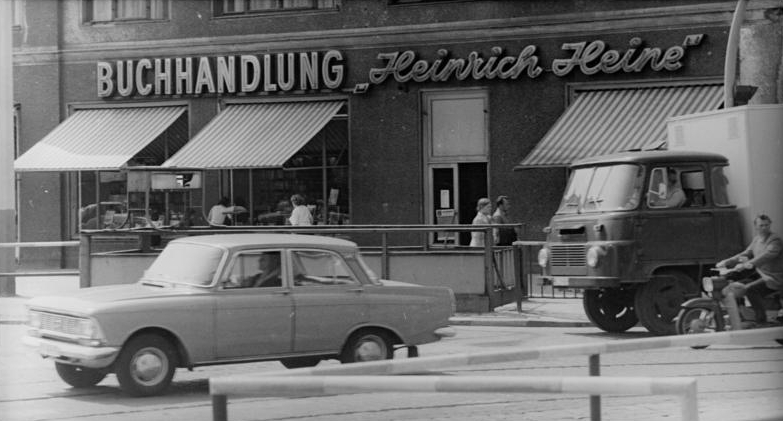
Librairie Heinrich Heine sur la Rosenthaler Platz à Berlin-Est (1976).

Conformément au principe du centralisme démocratique, le ministère de la Culture, avec son Administration principale de l'édition et du commerce du livre, était responsable de la planification et du contrôle de la production de livres et de leur distribution parmi les librairies et les bibliothèques. L'administration principale était responsable de la procédure d'approbation de l'impression, de l'attribution du papier d'impression et de la censure des produits du livre, en coopération avec le département de la culture du Comité central du SED. Il n'y avait pas de liste officielle des livres interdits : « Ce qui était indexé aujourd’hui pouvait, dans certaines circonstances, être accessible à tous demain et à nouveau interdit après-demain ».
La production annuelle des éditeurs de la RDA comprenait souvent plus de 6 000 titres avec un tirage total d'environ 150 millions de livres, de sorte que le tirage moyen par livre était d'environ 25 000 exemplaires. Cela a placé la RDA au premier rang mondial en termes de production de livres par habitant, aux côtés de l'Union soviétique et du Japon. Le principal distributeur de la production de livres était la Leipziger Kommissions- und Großbuchhandel (de) (LKG), nationalisée en 1962. Depuis 1952, le Prix des plus beaux livres de la RDA est décerné pour la conception réussie d'un livre .

### VOB Zentrag
La société centrale d'impression, d'achat et d'audit mbH (plus tard VOB Zentrag ) a été fondée à Leipzig en octobre 1945. Elle était directement subordonnée au Comité central du SED et possédait environ 90 pour cent des moyens de production des imprimeries de la RDA.

### Vente par correspondance
La vente par correspondance de la Librairie de Leipzig fut temporairement divisée en onze divisions, dont « La vente par correspondance de livres spécialisés », « Le livre du fermier » ou « La petite bibliothèque familiale ». Elles étaient distribuées sous forme d'abonnement en douze volumes mensuels, avec un volume gratuit à la fin de l'année. Le club de lecture 65, également situé dans la maison du livre et basé uniquement sur la vente par correspondance, fut le premier club de lecture de la RDA, fondé en 1965. Il discernait les distinctions suivantes : « Le Livre du mois » et « Le Livre de la jeunesse ». En 1990, plus de 1 000 titres avaient été publiés pour les 50 000 membres de ce service.

### Bibliothèques

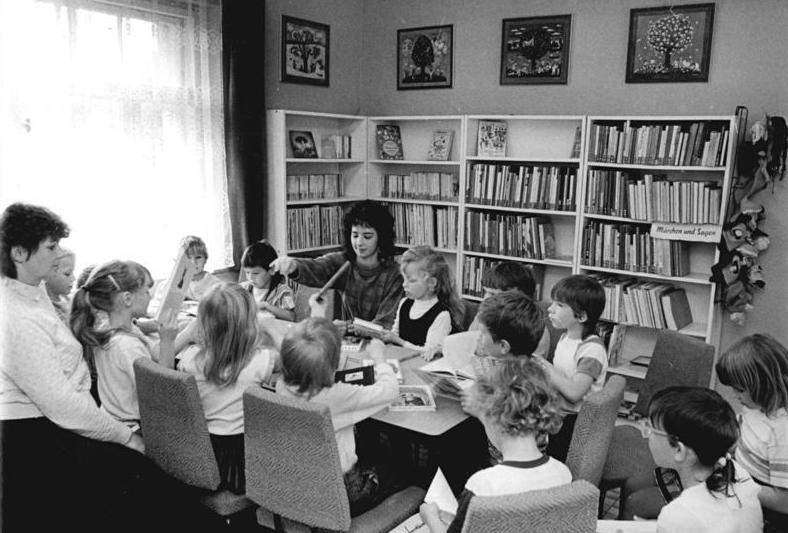
Lecture d'un conte à des enfants d'âge préscolaire à la bibliothèque centrale de Hohburg (1989).

Un dense réseau de bibliothèques offrait à tous les citoyens de RDA un accès direct aux livres. En incluant les bibliothèques des syndicats et des entreprises, il y avait au total environ 32 000 bibliothèques. Environ les trois quarts des enfants qui savaient lire ont profité de l’offre et ont emprunté des livres.

### Librairies de livres anciens et marchés aux livres
À l'époque de la RDA, les librairies d'antiquités fournissaient des produits aux clients de livres rares. Celles-ci étaient cependant généralement gérées par l'État ou soumises à des réglementations et des contrôles strictes. D'autres possibilités étaient offertes à cette clientèle avec le marché du livre de Leipzig, qui se tient depuis 1978 en septembre devant l'hôtel de ville ou avec le bazar annuel du livre de Rostock. Dans les années 1980, il était devenu courant de chercher lors de ces événements des livres qui étaient rarement disponibles dans les circuits officiels.

### Crises du livre
Comme d'autres secteurs de l'économie et de la société en RDA dans les années 1980, le commerce du livre a été mis à rude épreuve par la crise financière et monétaire qu'a connue la RDA. Outre les restrictions idéologiques qui continuaient d’exclure les voix les plus critiques ainsi que certains imprimés occidentaux, les stocks de livres devenaient insuffisants pour répondre à la demande du public.
Une distinction administrative a été établie entre les abonnés aux livres « abrégés » et ceux aux livres « non abrégés ». Ainsi, il n'y a pas eu de coupes budgétaires pour les institutions du parti SED et pour la distribution des livres et des magazines de l'Armée nationale populaire, mais il y a eu des coupes pour le commerce public du livre. Les éditeurs avaient la possibilité de retenir une partie du tirage pour garder les ouvrages disponibles pour l'exportation ou pour fournir des livres à des salons du livre et à des événements de cet ordre. Ceux qui en ont le plus pâti sont les clients et les employés des librairies publiques, car ces mesures impliquaient que d'autres parties du commerce du livre déjà en difficulté soient retirées du marché.
La commission pour le commerce de gros du livre de Leipzig, qui assumait seule le stockage, la vente et la livraison des stocks de livres produits par les éditeurs, a été confrontée en 1987 à d'importants problèmes d'inventaire : les nouveaux livres des éditeurs ne pouvaient être stockés qu'à l'extérieur des locaux habituels. L'obtention de bâches pour une protection de fortune des livres était, comme le déplorent Börner et Härtner, déjà un exploit.

## Marché du livre

### Généralités
Entre 1949 et 1990, plus de 200 000 titres de livres ont été publiés en RDA par plus de 120 éditeurs, soit environ 6 000 titres par an avec un tirage moyen d'environ 23 000 exemplaires par an. C'était le pays avec l'impression la plus importante de livres au monde par habitant (avec l'Union soviétique et le Japon). La littérature était un refuge contre la liberté d’expression et de voyage restreinte, et dépassait même la télévision en termes de popularité.
La plupart des titres à succès ont été réimprimés et des éditions sous licence ont souvent été publiées par des éditeurs ouest-allemands, ce qui a apporté à la RDA des devises étrangères supplémentaires. Cependant, certains titres convoités étaient difficiles à obtenir en RDA.
L'appareil officiel de la bureaucratie culturelle socialiste a imposé des limites strictes aux artistes et aux écrivains, tant en termes de contenu que de forme. Ceux qui n’étaient pas prêts à se conformer à ces règles étaient rejetés du paysage culturel officiel. Dans les années 1980, à côté du marché officiel du livre, contrôlé par l’État et sa censure, un deuxième marché, officieux, est apparu, qui, en plus de la contrebande de publications étrangères pratiquée auparavant, était également alimenté par des publications clandestines nationales. Notamment à partir du début des années 1980, un contre-public est devenu actif, en partie persécuté par l’État, en partie toléré. Ce public a développé un professionnalisme croissant au cours des années 1980.

### Le marché officiel du livre
En RDA, la littérature principalement achetée et lue était de la littérature de divertissement comme des romans policiers, des dime novel ou de la science-fiction, ainsi que des livres de conseils pour la vie quotidienne, de littérature spécialisée sur le travail ou les loisirs et de littérature scientifique populaire. La littérature et les Belles-lettres y ont représenté une part plus faible.

#### Auteurs publiés
Les œuvres des auteurs germanophones les plus importants ont été publiées, avec des restrictions. Presque toutes les œuvres de Johann Wolfgang Goethe, Friedrich Schiller, Gotthold Ephraim Lessing et de quelques autres poètes classiques ont été publiées, en particulier s'ils avaient vécu sur le territoire de la future RDA - ils constituaient de ce fait une forme de patrimoine national. La situation était différente pour les auteurs dont l’œuvre était considérée comme s’écartant plus clairement de la vision matérialiste du monde revendiquée par le marxisme-léninisme. Parmi eux, on compte par exemple Novalis, ETA Hoffmann, Friedrich Hölderlin ou Heinrich von Kleist, dont les œuvres furent imprimées assez tard car les textes romantiques étaient considérés comme subjectivistes et indésirables. Pour Franz Kafka, il a fallu des efforts considérables de la part de plusieurs écrivains célèbres de la RDA avant que ses textes les plus importants puissent être publiés dans les années 1980. Karl May et Sigmund Freud ont également été réédités au cours de cette période. Les auteurs humoristiques tels que Joachim Ringelnatz, Wilhelm Busch et Erich Kästner posèrent moins de problèmes. Les œuvres d’auteurs occidentaux contemporains tels que Heinrich Böll ou Max Frisch et d’auteurs allemands modernes tels que Hermann Hesse, Stefan Zweig ou Thomas Mann étaient également très demandées.
Chez certains auteurs de langue étrangère de la littérature occidentale, tels que James Joyce, Robert Musil ou Marcel Proust, seuls des textes choisis ont été publiés assez tardivement. Souvent, même la littérature mondiale reconnue dans les éditions de la RDA était complétée par des avant-propos et des postfaces détaillés contenant des explications sur la vie et l'œuvre de l'auteur, des contextes historiques et une évaluation idéologique.
Les œuvres des auteurs russes et soviétiques les plus importants, tels que Pouchkine, Tolstoï, Dostoïevski, mais aussi Bounine et Boulgakov, ont été publiées en grand nombre, même si elles divergeaient parfois idéologiquement. Dans les années 1980, des textes traduits d'auteurs juifs importants tels que Sholem Aleichem, Isaac Bashevis Singer et Bernard Malamud sont également parus.

#### Littérature pour enfants et jeunes adultes
La « Loi sur la participation de la jeunesse au développement de la République démocratique allemande et sur la promotion de la jeunesse à l’école et au travail, dans les sports et les loisirs » du 8 février 1950 prévoyait déjà la « création d’une nouvelle littérature pour la jeunesse et les enfants ». Celle-ci devait être conforme aux normes de la littérature socialiste. Un débat qui a duré près de deux décennies a éclaté sur la question de savoir si les contes de fées pouvaient être considérés comme une littérature pour enfants et jeunes adultes appropriée dans ces nouvelles circonstances politiques. La littérature soviétique pour enfants et adolescents, avec son maître à penser Maxime Gorki et sa formule de « grande littérature pour les petits », fut un modèle essentiel pour la politique de la RDA.
Parmi les premières œuvres littéraires pour enfants et jeunes adultes à grand tirage, on trouve le roman révolutionnaire de Nikolaï Ostrovski, Comment l'acier fut trempé, ou Timur et sa troupe d'Arkadi Gaïdar.
Parmi les classiques internationaux, Les merveilleuses aventures de Nils Holgersson avec les oies sauvages de Selma Lagerlöf a été publié très tôt ; Alice au pays des merveilles de Lewis Carroll a reçu l'autorisation d'être imprimé en 1967, tandis que Fifi Brindacier d'd'Astrid Lindgren n'a été publié qu'en 1975.

### Littérature indésirable
La littérature indésirable n'était généralement pas interdite, il y avait plutôt une politique active de non-impression alléguant des manques de papier ou de moyens pour achter des licences pour les auteurs étrangers, afin d'éviter l'image négative d'une censure active. La majorité de titres interdits le furent de façon intermittente en fonction de la situation politique. On peut citer à titre d'exemple les auteurs staliniens disparus du catalogue au plus tard en 1961, la littérature expressionniste, progressivement redécouverte à partir du début des années 1960 après une longue période de condamnation. Un groupe plus restreint de textes littéraires était cependant soumis à des restrictions continues, et leur contrebande ou leur possession pouvait entraîner de lourdes sanctions. Il s'agissait surtout d'œuvres critiques du système telles que 1984 de George Orwell, L'Archipel du Goulag d'Alexandre Soljenitsyne, L'Éclipse de soleil d'Arthur Koestler ainsi que des ouvrages d'auteurs nationaux comme Les Années merveilleuses de Reiner Kunze, L'Alternative de Rudolf Bahro ou Collin et Cinq jours en juin de Stefan Heym.
Dans les grandes bibliothèques, ces livres et revues n'étaient accessibles qu'avec une autorisation spéciale ; pour ceux considérés comme plus inoffensifs, un certificat d'un supérieur ou d'un professeur suffisait, tandis que ceux classés comme dangereux ne pouvaient être lus que dans des salles de lecture spéciales sous surveillance et sans possibilité de copie.
Outre cet accès extrêmement restreint, les livres et les magazines étaient introduits illégalement en masse par des voyageurs en provenance de pays occidentaux. Découverts par les transporteurs, ces livres pouvaient entraîner leur confiscation et d'éventuelles peines supplémentaires, telles qu'une interdiction définitive d'entrée en RDA (pour les citoyens occidentaux) ou une interdiction de sortie du territoire et des poursuites pénales (pour les citoyens de RDA). Les ouvrages confisqués étaient ensuite transmis aux autorités nationales ou détruits. Beaucoup d'ouvrages illégaux ont été transmis de main en main et un certain nombre ont été recopiés à la main ou à la machine à écrire dans ce cadre. Cependant, la majorité des publications introduites en contrebande n'étaient pas des textes littéraires de haute qualité, mais plutôt des romans western et d'amour, des catalogues de vente par correspondance ou des ouvrages de littérature de divertissement de cet ordre.
Le Samizdat, d'autre part, a également permis de diffuser des textes littéraires d'auteurs de la RDA, depuis le début des années 1980 sous forme de magazines. Ils reprenaient une idée de Franz Fühmann, qui tentait depuis 1974 de faire que l'État autorise des publications indépendantes, en dehors de l'appareil établi de diffusion de la littérature. L'interdiction, en 1981, d'une anthologie qu'il souhaitait publier et qui devait présenter des jeunes auteurs tels que Wolfgang Hilbig, Gert Neumann, Uwe Kolbe, Bert Papenfuß-Gorek, Lutz Rathenow et Michael Wüstefeld, l'a conduit à recourir à l'édition sans licence.Jusqu'en 1989, 31 magazines de ce type avaient été publiés dans toute la RDA, avec un total de 238 numéros et des tirages compris entre 4 et 100 exemplaires, rarement plus. Le cercle des auteurs était également réduit, avec un total d’environ 60 personnes.
Ces publications n’étaient pas nécessairement politiques, mais servaient principalement de moyen de diffusion et de communication entre les artistes. Les journaux les plus importants étaient Validator/Or, AND, Mikado, Damage et Attack . La Stasi était informée de ces circuits de diffusion, mais elle la tolérait dans une certaine mesure. Le magazine Ariadnefabrik était même publié en étroite collaboration avec elle. À cette époque, la Bibliothèque d'État de Saxe acquit de nombreuses revues de ce type, qui restèrent toutefois fermées au prêt à la demande de la Stasi. Malgré une certaine marge de manœuvre, le fonctionnement de ces magazines et maisons d'édition restait dangereux et nombre de ceux qui y étaient impliqués furent emprisonnés ou expulsés de la RDA.